# Франклин, Джефф
Дже́ффри А́лан «Джефф» Фра́нклин (англ. Jeffrey Alan «Jeff» Franklin; 21 января 1955, Калифорния, США) — американский кинорежиссёр, сценарист,  и актёр.

## Биография
Джеффри Алан Франклин родился 21 января 1955 года в штате Калифорния, США. Жил в Инглвуде. До начала писательской карьеры работал подменным учителем.
Начал карьеру в кино в 1976 году.
Впервые пришёл на телевидение в качестве сценариста и продюсера телесериалов «Лаверна и Ширли» и Bosom Buddies. Франклин предложил ABC своё собственное шоу под названием «Дом комиков» (House of Comics), рассказывавшем о трёх комиках, живущих под одной крышей. ABC требовался семейный комедийный сериал, поэтому Франклин ввёл в сюжет детей, и идея превратилась в ситком «Полный дом», транслировавшийся с 1987 по 1995 год.
После «Полного дома» Франклин выпустил сериал Hangin' with Mr. Cooper с комиком Марком Карри в главной роли. В сентябре 1992 года Франклин покинул шоу. Он участвовал в создании таких сериалов как , It's Garry Shandling's Show, и Malcolm &amp; Eddie. Он также выступил сценаристом, продюсером и режиссёром первого фильма сестёр Олсен «Прячься, бабушка! Мы едем».
Среди наиболее заметных работ Франклина в качестве сценариста — подростковые комедии Just One of the Guys (1985) и «Летняя школа» (1987) с Марком Хармоном в главной роли.
20 апреля 2015 года Netflix объявил, что собирается показать тринадцать эпизодов сериала «Более полный дом», являющегося продолжением «Полного дома». Netflix также объявил, что Франклин будет непосредственно участвоват в создании сериала вместе с Робертом Л. Бойеттом и Томасом Л. Миллером. премьера всех 13 эпизодов первого сезона состоялась 26 февраля 2016 года. Сериал стал хитом для Netflix и в  2019 году было объявлено о съёмка пятого сезона.

## Награды
Джефф — лауреат премий «BMI Film & TV Awards» (1991, 1992, 1993, 1994).

## Избранная фильмография
- 1992 — «Прячься, бабушка! Мы едем»